# Instytut Elektrotechniki Zakład Doświadczalny III w Międzylesiu
Instytut Elektrotechniki Zakład Doświadczalny III w Międzylesiu – zakład doświadczalny będący częścią instytutu badawczego, której podstawowym celem działalności jest pełne i rzetelne zaspokojenie obecnych i przyszłych potrzeb klientów w zakresie prac badawczo-rozwojowych, produkcji jednostkowej i małoseryjnej, produkcji doświadczalnej, badań laboratoryjnych i certyfikacji wyrobów oraz prac wydawniczych i normalizacyjnych. Mieści się w Międzylesiu przy ulicy Wojska Polskiego 51.

## Historia
Zakład został powołany w 1966 roku. Wdrażane w nim były technologie różnych wyrobów elektroizolacyjnych, a na przestrzeni lat ciągle modernizowano istniejące technologie oraz wdrażano bardziej nowoczesne. Od 1995 roku jest jedynym producentem liniowych izolatorów kompozytowych, które zyskały uznanie na rynkach europejskich, czego dowodem jest wysoki udział eksportu w sprzedaży produktów. 

## Stan obecny
Obecnie wytwarzanych jest kilkaset asortymentów dla odbiorców z państw Unii Europejskiej (70%), reszta dla odbiorców w Polsce. Zakład zatrudnia 112 pracowników i jest firmą dynamicznie się rozwijającą.